# クロロジフルオロメタン
クロロジフルオロメタン(Chlorodifluoromethane)は、クロロフルオロカーボン(HCFC)の一種である。無色の気体でHCFC-22やR-22という別名で知られる。かつて推進剤や冷媒として広く用いられてきたが、オゾン層破壊や地球温暖化の原因になりうることが分かって、使用されなくなった。また、有機フッ素化学（英語: Organofluorine chemistry）においてはテトラフルオロエチレンの前駆体として多用途の中間体として用いられる。

## 製造と利用
クロロジフルオロメタンはクロロホルムから合成される。
{\displaystyle {\ce {HCCl3 + 2HF->HCF2Cl + 2HCl}}}
現在での主な利用は、テトラフルオロエチレンの前駆体である。この過程では熱分解によりジフルオロカルベンが作られ、その後二量体化される。
{\displaystyle {\ce {2CHClF2 -> C2F4 + 2HCl}}}
強塩基による処理でもジフルオロカルベンが生成し、研究室での反応中間体として用いられる。
クロロフルオロメタン存在下でのクロロジフルオロメタンの熱分解により、ヘキサフルオロベンゼンが生成する。

## 環境への影響
クロロジフルオロメタンは、塩素を含むハロアルカンの中ではオゾン破壊係数が0.055と最も低いことから、トリクロロフルオロメタンやジクロロジフルオロメタンの代替として用いられた。しかし、この程度のオゾン破壊係数でも後に不適切と見られるようになり、モントリオール議定書の締結後は急速に使われなくなってR-290（プロパン）やR-410A（ジフルオロメタンとペンタフルオロエタンの共沸混合物）、R-507A、R-134a（1,1,1,2-テトラフルオロエタン）、R-409a等によって代替された。
温室効果ガスとしては、クロロジフルオロメタンは1810の地球温暖化係数を持つ（二酸化炭素の1810倍である）。代替物では、R-410Aは高い地球温暖化係数を持つが、プロパンはわずか3である。
2010年初頭、アメリカ合衆国ではクロロジフルオロメタンの生産及び輸入量が1989年の消費量の25%に制限された。新しいクロロジフルオロメタンは、2010年1月1日以前に製造された装置で使うものに限られた。
2010年1月1日に、新しい装置用のクロロジフルオロメタンの製造、輸入及び販売が法的に禁止された。2015年には、クロロジフルオロメタンの製造及び輸入は1989年の消費量の10%に制限され、2020年には禁止される。ただし既存の装置を動かすための回収したクロロジフルオロメタンの再使用は認められる。

## 物理的性質
| 性質                                    | 値                      |
| --------------------------------------- | ----------------------- |
| 密度 (ρ) at -69 °C (液体)               | 1.49 g.cm−3             |
| 密度 (ρ) at -41 °C (液体)               | 1.413 g.cm−3            |
| 密度 (ρ) at -41 °C (気体)               | 4.706 kg.m−3            |
| 密度 (ρ) at 15 °C (気体)                | 3.66 kg.m−3             |
| 比重 at 21 °C (気体)                    | 3.08 (空気 = 1)         |
| 比体積 (ν) at 21 °C (気体)              | 0.275 m3.kg−1           |
| 密度 (ρ) at 15 °C (gas)                 | 3.66 kg.m−3             |
| 三重点温度 (Tt)                         | -157.39 °C (115.76 K)   |
| 臨界点 (Tc)                             | 96.2 °C (369.3 K)       |
| 臨界圧 (pc)                             | 4.936 MPa (49.36 bar)   |
| 臨界密度 (ρc)                           | 6.1 mol.l−1             |
| 蒸発熱 (lv) at boiling point (-40.7 °C) | 233.95 kJ.kg−1          |
| 定圧熱容量 (Cp) at 30 °C (86 °F)        | 0.057 kJ.mol−1.K−1      |
| 定量熱容量 (Cv) at 30 °C (86 °F)        | 0.048 kJ.mol−1.K−1      |
| 比熱比 (γ) at 30 °C (86 °F)             | 1.178253                |
| 圧縮率因子 (Z) at 15 °C                 | 0.9831                  |
| 偏心因子 (ω)                            | 0.22082                 |
| 双極子モーメント                        | 1.458 D                 |
| 粘度 (η) at 0 °C                        | 12.56 µPa.s (0.1256 cP) |
| オゾン破壊係数 (ODP)                    | 0.055 (CCl3F = 1)       |
| 地球温暖化係数 (GWP)                    | 1810 (CO2 = 1)          |

2つの同素体を持つ。結晶IIは59K以下、結晶Iは59Kから115.73Kで生成する。